# 8926 Абемасанао
8926 Абемасанао (1996 YK, 1989 VO5, 1992 EX14, 8926 Abemasanao) — астероїд головного поясу, відкритий 20 грудня 1996 року.
Тіссеранів параметр щодо Юпітера — 3,169.